# 1900년 하계 올림픽 양궁 남자 오 코르동 도레 50m
1900년 하계 올림픽 양궁 남자 오 코르동 도레 50m는 프랑스 파리에서 개최된 1900년 하계 올림픽 양궁의 세부 종목이다. 1900년에 프랑스 파리에서 진행된 1900년 하계 올림픽 양궁의 세부 종목이다. 2개국에서 8명의 선수가 참가했다.

## 경기 결과
| 순위 | 선수                     | 기록 |
| ---- | ------------------------ | ---- |
| 1    | 앙리 에루앙 (FRA)        | 31   |
| 2    | 위베르트 방 이니스 (BEL) | 29   |
| 3    | 에밀 피쇠 (FRA)          | 28   |
| 4    | 앙리 엘 (FRA)            | 27   |
| 5    | 에두아르 보두앙 (FRA)    | 26   |
| 6    | 드네 (FRA)               | 26   |
| 7    | 갈리나르 (FRA)           | 26   |
| 8    | 르콩트 (FRA)             | 25   |

## 메달리스트
| 종목               | 금                   | 은                          | 동                 |
| ------------------ | -------------------- | --------------------------- | ------------------ |
| 오 코르동 도레 50m | 앙리 에루앵 · 프랑스 | 위베르트 방 이니스 · 벨기에 | 에밀 피쇠 · 프랑스 |

## 참고 문헌
- “1900년 하계 올림픽 양궁 경기 결과”. 국제 올림픽 위원회. (영어)
- De Wael, Herman. 《Herman's Full Olympians: "Archery 1900"》. 2007년 3월 12일에 원본 문서에서 보존된 문서. 2006년 1월 17일에 확인함.
- Mallon, Bill (1998). 《The 1900 Olympic Games, Results for All Competitors in All Events, with Commentary》. Jefferson, North Carolina: McFarland & Company, Inc., Publishers. ISBN 0-7864-0378-0.